# Resolutie 1235 Veiligheidsraad Verenigde Naties
Resolutie 1235 van de Veiligheidsraad van de Verenigde Naties werd unaniem door de VN-Veiligheidsraad aangenomen op 30 april 1999.

## Achtergrond
Begin jaren 1970 ontstond een conflict tussen Spanje, Marokko, Mauritanië en de Westelijke Sahara zelf over de Westelijke Sahara dat tot dan in Spaanse handen was. Marokko legitimeerde zijn aanspraak op basis van historische banden met het gebied. Nadat Spanje het gebied had opgegeven bezette Marokko er twee derde van. Het land is nog steeds in conflict met Polisario dat met steun van Algerije de onafhankelijkheid blijft nastreven. Begin jaren 1990 kwam een plan op tafel om de bevolking van de Westelijke Sahara via een volksraadpleging zelf te laten beslissen over de toekomst van het land. Het was de taak van de VN-missie MINURSO om dat referendum op poten te zetten. Het plan strandde later echter door aanhoudende onenigheid tussen de beide partijen, waardoor ook de missie nog steeds ter plaatse is.

## Inhoud
De Veiligheidsraad:
- Herinnert aan de vorige resoluties over de Westelijke Sahara.
- Neemt nota van het rapport van de secretaris-generaal met opmerkingen en aanbevelingen.

1. Beslist het mandaat van MINURSO te verlengen tot 14 mei.
2. Vraagt de secretaris-generaal de Raad op de hoogte te houden van belangrijke ontwikkelingen, bereikte akkoorden en de uitvoerbaarheid van MINURSO's mandaat.
3. Besluit op de hoogte te blijven.

## Verwante resoluties
- Resolutie 1228 Veiligheidsraad Verenigde Naties
- Resolutie 1232 Veiligheidsraad Verenigde Naties
- Resolutie 1238 Veiligheidsraad Verenigde Naties
- Resolutie 1263 Veiligheidsraad Verenigde Naties

Lijst ·  1220 ·  1221 ·  1222 ·  1223 ·  1224 ·  1225 ·  1226 ·  1227 ·  1228 ·  1229 ·  1230 ·  1231 ·  1232 ·  1233 ·  1234 ·  1235 ·  1236 ·  1237 ·  1238 ·  1239 ·  1240 ·  1241 ·  1242 ·  1243 ·  1244 ·  1245 ·  1246 ·  1247 ·  1248 ·  1249 ·  1250 ·  1251 ·  1252 ·  1253 ·  1254 ·  1255 ·  1256 ·  1257 ·  1258 ·  1259 ·  1260 ·  1261 ·  1262 ·  1263 ·  1264 ·  1265 ·  1266 ·  1267 ·  1268 ·  1269 ·  1270 ·  1271 ·  1272 ·  1273 ·  1274 ·  1275 ·  1276 ·  1277 ·  1278 ·  1279 ·  1280 ·  1281 ·  1282 ·  1283 ·  1284